# 苏翁市
苏翁市，柬埔寨行政区划特本克蒙省省会。当地华人俗称其为三州府市。
本为磅针省的一个县，2013年12月31日由原磅湛省划出六个区成立特本克蒙省。并以苏翁为该省省会。苏翁市是柬埔寨华人的密集居住地区之一，市里80%是华人后代或者是华人混血儿，并有华人村之称。

## 历史
苏翁市本是磅针省的一个偏避人稀的地区，17世纪中期明朝灭亡之后，不肯投降清朝的南方汉人纷纷逃亡东南亚，其中一部分来到柬埔寨并在苏翁地区生活下来，因为当时在苏翁生活的汉人多来自广州府、潮州府、福州府，故华人习惯称苏翁为三州府，1900年－1950年中国发生辛亥革命、日本侵华、国共内战，导致大批中国南方沿海各省的中国人下南洋，其中来到柬埔寨大多数为潮州府人，有的定居苏翁，成为苏翁华人的主要成分之一。

## 苏翁市华人主要姓氏
- 林姓
- 陈姓
- 李姓
- 郭姓
- 黄姓
- 许姓
- 郑姓
- 吴姓